# Wilhelm Cullmann (Politiker, 1887)
Wilhelm Cullmann (* 25. November 1887 in Vogelbach, heute Bruchmühlbach-Miesau; † 11. Mai 1959 in Neunkirchen (Saar)) war ein saarländischer Politiker der SPD und der SPS.

## Leben und Beruf
Cullmann, Sohn eines Hüttenmeisters, begann nach dem Besuch der Volksschule eine Lehre zum Schlosser in Gerhardsbrunn. Diese konnte er nach zwei Jahren im April 1903 abschließen. Den erlernten Beruf übte er danach in verschiedenen Betrieben aus. Von 1909 bis 1911 leistete er seinen Militärdienst ab, zuletzt als Gefreiter. Am 14. Oktober 1911 trat er seine Tätigkeit als Elektromonteur im Neunkircher Eisenwerk an. Während des Ersten Weltkriegs war er als Soldat im Einsatz und geriet in russische Gefangenschaft. Nach seiner Rückkehr kehrte er zum Eisenwerk zurück, bis 1935 war er dort als Betriebsobmann tätig. Später ging er zur Ortsgruppe Neunkirchen der Technischen Nothilfe.
Im Juli 1944 wurde Cullmann aus politischen Gründen verhaftet. Vom 22. bis zum 25. August 1944 saß er im Lager Neue Bremm in Saarbrücken.
Nach Kriegsende kehrte er als Elektromonteur zu seinem alten Arbeitgeber zurück, daneben war er Vorsitzender des Betriebsrats der Neunkircher Eisenwerk AG. Am 9. Januar 1950 wurde er als Opfer des Nationalsozialismus anerkannt. 1955 trat er in den Ruhestand.
Cullmann war seit dem 1. März 1913 mit Karoline, geborene Schröer, verheiratet. Von den drei gemeinsamen Kindern starb das erste bereits 1916, der zweitgeborene Sohn fiel 1942 als Soldat im Zweiten Weltkrieg.

## Politik
1923 trat Cullmann in die SPD ein. Bei der Saarabstimmung 1935 galt er als Anhänger des Status quo. Nach dem Krieg war er Gründungsmitglied der SPS, für die er in den Stadtrat von Neunkirchen und 1952 in den Landtag gewählt wurde. Letzterem gehörte er bis zur Neuwahl 1955 an.